# Damhus Tivoli
Damhus Tivoli var en forlystelsespark i forbindelse med Damhuskroen på Roskildevejen i Rødovre ved København tæt ved Damhussøen. Tivoliet var 14.000 kvadratmeter stort og ejedes af Tommy Wessman.
I starten af 1930'erne begyndte Rødovre at få besøg af Familien Stephansen's omrejsende tivoli. Hver sommer slog de sig ned i området omkring Damhussøen og i 1936 blev tivoliet fastboende. 
Børnekarrusellen kom til fra Dyrehavsbakken og er fra 1864. 
I 1990'erne lukkede brevduebanen i Damhus Tivoli. Tivoliet lukkede i 2013 og blev revet ned i 2016.